# Sándor Scheiber

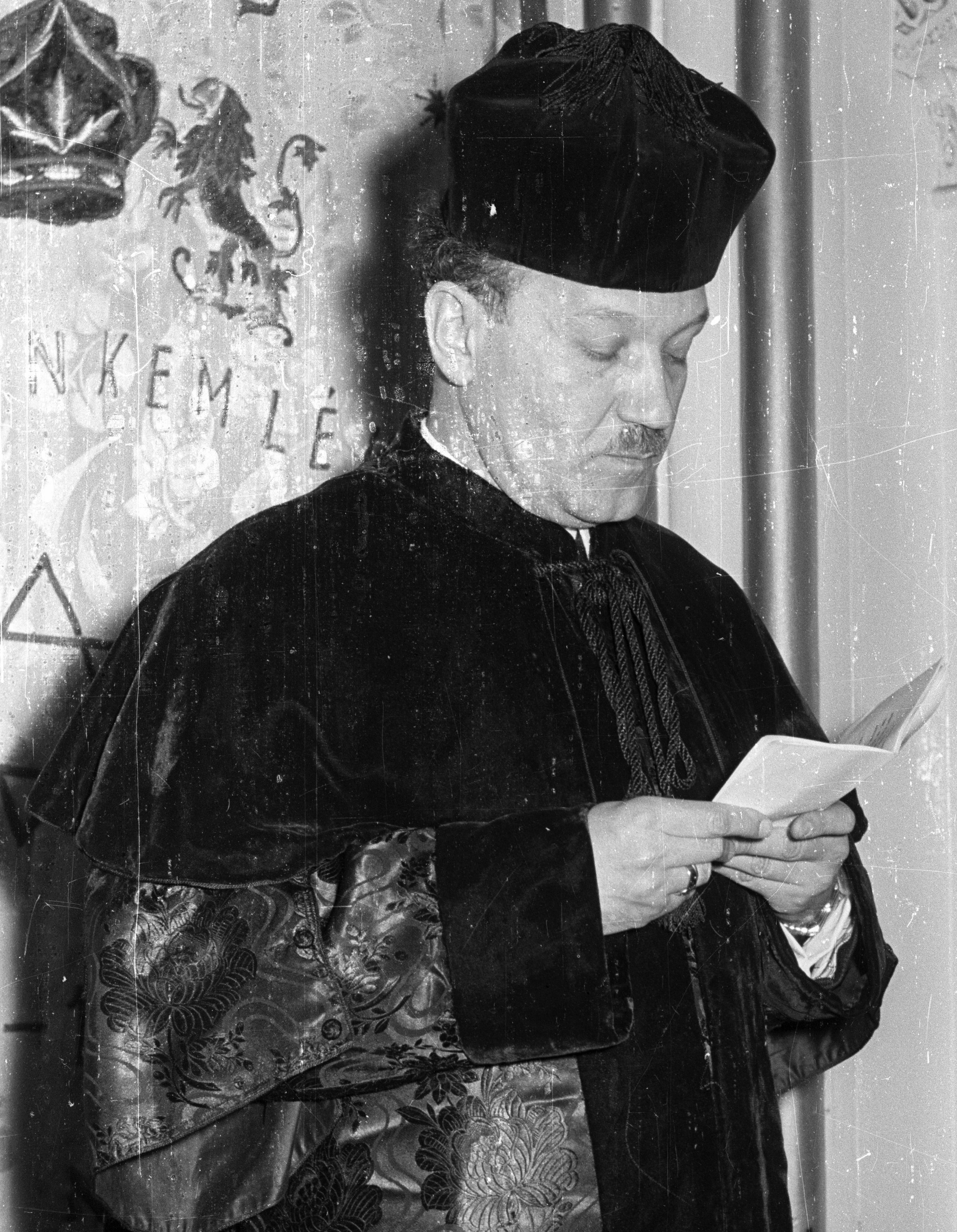
Sándor Scheiber

Sándor (auch: Alexander) Scheiber (geboren 9. Juli 1913 in Budapest, Österreich-Ungarn; gestorben 3. März 1985 in Budapest) war ein ungarischer Rabbiner und jüdischer Gelehrter. Von 1950 bis zu seinem Tod war er Direktor des Rabbinerseminars in Budapest.

## Leben
Scheiber stammte väterlicher- und mütterlicherseits aus Rabbinerfamilien. 1938 erhielt er an der Landesrabbinerschule die Ordination als Rabbiner, als Schüler von Bernát Heller. Nach Studienaufenthalten in London, Oxford und Cambridge, bei denen er mittelalterliche hebräische Handschriften, darunter zahlreiche Geniza-Fragmente untersuchte,  war er von 1940 bis 1944 Rabbiner in Dunaföldvár. Nach dem Zweiten Weltkrieg erhielt er im Pester Rabbinerseminar eine Professorenstelle und war von 1950 bis zu seinem Tode Direktor dieser international angesehenen Institution, dem damals einzigen Rabbinerseminar im Ostblock, wo jüdische Geistliche für den Dienst in Ungarn und im Ausland ausgebildet wurden. An der Universität Szeged erhielt er 1949 einen Lehrstuhl für Volkskunde des Orients.
Im Bemühen, die Traditionen des ungarischen Judentums aufrechtzuerhalten, publizierte er zahlreiche Werke gelehrter ungarischer Juden, darunter Wilhelm Bacher, Fauna und Mineralien der Juden von Immanuel Löw (1969) sowie das „Tagebuch“ von Ignaz Goldziher (1978). 1957 veröffentlichte er ein Faksimile der sogenannten „Kaufmann-Haggada“, einer Handschrift im Besitz der Ungarischen Akademie der Wissenschaften, benannt nach dem ehemaligen Eigentümer David Kaufmann.
An Scheibers Todestag, dem 3. März, wird jedes Jahr vom ungarischen Kulturministerium der Sándor-Scheiber-Preis (ungarisch: „Scheiber Sándor-díj“) für herausragende Leistungen auf dem Gebiet der Judaistik verliehen.

## Schriften (Auswahl)
- Jüdische Traditionen in Ungarn. Fotos von Tamás Féner. Übersetzung  Irma Fabó. Leipzig : Koehler und Amelang, 1985
- Jüdisches Leben – jüdischer Brauch. Fotos von Tamás Féner. Übersetzung  Irma Fabó. Wiesbaden : Fourier, 1984